# لورا گرنویل
 لورا گرنویل (انگلیسی: Laura Granville؛ زاده ۱۲ مهٔ ۱۹۸۱) یک تنیس‌باز اهل ایالات متحده آمریکا است.